# Michał (Bogdanow)
Michał, imię świeckie Michaił Aleksandrowicz Bogdanow (ur. 25 października?/6 listopada 1857 w guberni riazańskiej, zm. prawdopodobnie 22 maja 1925 w Harbinie) – rosyjski biskup prawosławny.

## Życiorys
Był synem kapłana prawosławnego. W 1888 ukończył seminarium duchowne w Kazaniu, po czym ożenił się i 22 listopada 1892 został wyświęcony na kapłana jako mężczyzna żonaty. W latach 1895–1896 był proboszczem cerkwi Świętych Cyryla i Metodego w Kazaniu. Po śmierci małżonki w 1896 podjął studia teologiczne na Kazańskiej Akademii Duchownej, zaś w 1902 złożył wieczyste śluby mnisze, zachowując dotychczasowe imię jako imię zakonne. Przez kolejne trzy lata był inspektorem seminarium duchownego w Charkowie. W 1905 otrzymał godność archimandryty, obejmując równocześnie stanowisko rektora seminarium duchownego w Kazaniu. W 1906 obronił na Kazańskiej Akademii Duchownej doktorat z teologii.
30 sierpnia 1907 został wyświęcony na biskupa czeboksarskiego, wikariusza eparchii kazańskiej. W eparchii kazańskiej służył do 1914, gdy powierzono mu kierowanie eparchią samarską i stawropolską. Podczas I wojny światowej utworzył w swojej eparchii szpitale wojskowe, udzielał pomocy osobom, które uciekły przed wojną z ziem zajętych przez wojska niemieckie. W latach 1917–1918 biskup Michał był delegatem na Sobór Lokalny Rosyjskiego Kościoła Prawosławnego.
W 1918 biskup wrócił do Samary, ostatecznie opuścił miasto razem z wycofującymi się wojskami Białych. Udał się do Władywostoku i objął tam tymczasowo zarząd miejscowej eparchii. W 1922 wyjechał z Rosji do Harbinu, następnie przez rok żył przy soborze Zmartwychwstania Pańskiego w Tokio. W 1923, gdy podczas trzęsienia ziemi uległy zniszczeniu zarówno sobór, jak i budynki rosyjskiej misji prawosławnej w Japonii, wrócił do Harbinu i tam do 1925. 
Według niektórych źródeł zmarł w tym samym roku i został pochowany w cerkwi Mądrości Bożej w Harbinie. Inni autorzy twierdzą, że biskup Michał zmarł pod koniec lat 20. XX wieku, niektórzy podają jako miejsce śmierci Japonię. Według niektórych autorów hierarcha żył z pewnością w 1926 i w tym też roku wziął udział w chirotonii biskupiej albańskiego archimandryty Wissariona (Xhuvaniego), wydaje się to jednak mało prawdopodobne.